# Andree von Graben

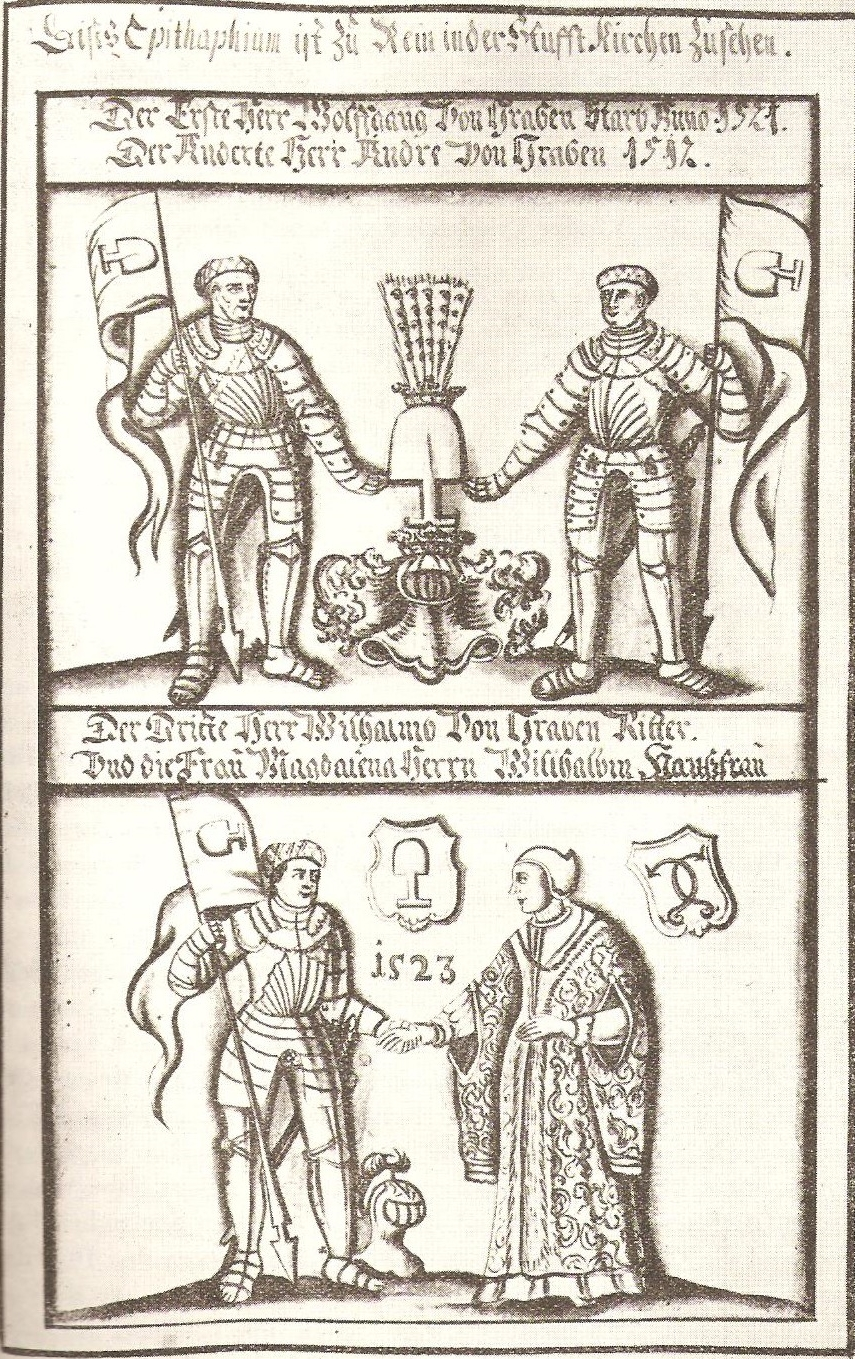
Die Brüder Wolfgang, Andree und Wilhelm von Graben sowie dessen Ehefrau Magdalena von Stubenberg

Andree von Graben, Herr von Kornberg und Graben (* Schloss Kornberg; † wohl 1521 ebenda) war ein steirischer Ritter.

## Biografie
Andree entstammte dem steirischen Zweig derer von Graben von Stein auf Schloss Kornberg. Seine Eltern waren der steirische Landeshauptmann Ulrich III. von Graben und Agnes Närringer, seine Brüder waren Wolfgang und Wilhelm. Der Genealoge Gabriel Bucelin betitelt Ulrich III. in seinem Werk „Germania topo-chrono-stemmato-graphica sacra et prophana“ als Baron. Es ist aber keine Erhebung Von Grabens in den (Frei)Herrenstand bekannt. Andree’s Cousin war der görzische Reichsverweser Virgil von Graben.

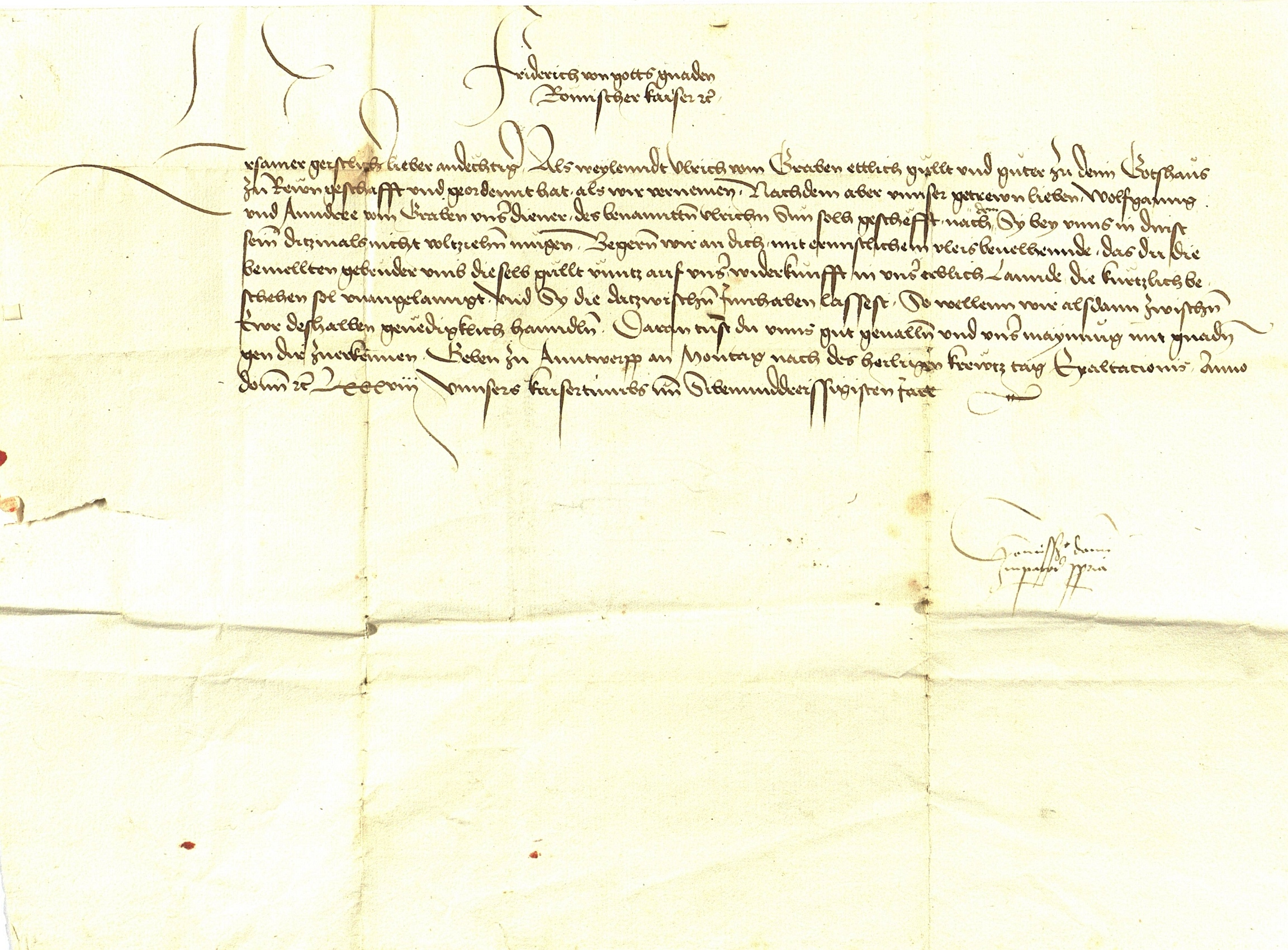
Kaiser Friedrich III. ersucht den Reiner Abt Wolfgang Schrötl im Jahre 1488 um Rückstellung der von Ulrich III. von Graben dem Kloster Rein gewidmeten Güter, da dessen Söhne Wolfgang und Andree von Graben da diese Schenkung beeinsprucht haben

Im Jahre 1490 wurden Andree und seinen beiden Brüdern Wolfgang und Wilhelm landesfürstliche Güter zu Paura, Leuttersdorf und Palsdorf verliehen. Im Jahre 1494 verhandelten die drei Brüder Andree, Wolfgang und Wilhelm von Graben mit dem römisch-deutschen König Maximilian I. über die Inbesitznahme der Herrschaft und des Schloss Saldenhofen. Es gelangte für die Kaufsumme einiger herumliegender Dörfer, Wälder und Teiche in den Pfandbesitz der Gebrüder. Ab dem Jahre 1498 wird sein älterer Bruder Wolfgang als alleiniger kaiserlicher Pfleger [sprich Burggraf] genannt.
Im Jahre 1510 trat er die Nachfolge seines Bruders Wolfgang als Verweser und hernach als Amtmann des Amtes Windischgrätz an, welches er bis zu seinem Tod innehatte. In Valvasors Aufzählung der Besitzer der Herrschaft und des Grabenschen Stammschlosses Graben in Krain wird Andree mitsamt seinen beiden Brüdern Wilhelm und Wolfgang im Jahre 1520 genannt. Andree von Graben ist wohl im Jahre 1521 verstorben und liegt im Stift Rein begraben. Da Andree ohne Leibeserben verstarb sorgte nur sein Bruder Wilhelm für den Weiterbestand der Herren von Graben auf Schloss Kornberg.

## Quelle
- Von Graben Forschung